# Nikola Moscatelli
Nikola (Niccolò, Niccoletto) Moscatelli je poznati mletački graditelj orgulja.  Otac je Dominika Moscatellija koji je gradio orgulje u hrvatskim krajevima.
Učenik je hrvatskog orguljara Petra Nakića u čijoj je radionici preveo 16 godina. Moscatelli je poslije imao svoju radionicu u Mlecima, u "Campo de mori S. Morsilian".
Prema proučavanjima Ladislava Šabana i G. Radolea, orgulje koje je sagradio Nikola Moscatelli su u Veneciji, Trevisu i Lorenzagu di Cadore, a preko Jadrana sagradio je orgulje u crkvi sv. Marije u Prčnju koje su uklonjene poslije prvog svjetskog rata te pozitiv s 6 registara u Kotoru u crkvi sv. Josipa, danas u vrlo lošem stanju.